# 標準模型を超える物理
標準模型を超える物理（ひょうじゅんもけいをこえるぶつり、Physics beyond the Standard Model, BSM）とは、標準模型では説明できない強いCP問題、ニュートリノ振動、物質-反物質非対称性、暗黒物質やダークエネルギーの性質などを説明するために必要な理論の拡張のことをいう。さらには標準模型の数学的枠組み自体にある問題を解決するための拡張がある。標準模型と一般相対性理論の数学的枠組みは、特定の条件化では（例えばビッグバンやブラックホールの事象の地平線のようなすでに知られた時空の特異点において）一方もしくは両方の理論が破綻するという矛盾を抱えている。
標準模型を超えた理論には、最小超対称標準模型 (MSSM) や次最小超対称標準模型 (NMMSM) など超対称性による標準模型の様々な拡張や、弦理論、M理論、余剰次元など全く新たな説明がある。これらの理論はいずれも現在知られている現象全てを再現する傾向はある。いずれかの理論が正しいものなのか、もしくは万物の理論に至る途中過程として「最良」であるのはいずれかといった問題は実験によってのみ解決できる。
標準模型を超える物理は理論物理学と実験物理学の両方で活発な研究分野の1つである。

## 標準模型の問題
標準模型はこれまでで最も成功した素粒子物理学の理論であるが、完全ではない。理論物理学者により発表された様々な形式の「標準模型を超える」新しい物理学の提案の大部分は、既存のデータと矛盾しないように標準模型に対する修正を最小限に抑えつつも、標準模型の不完全性に対処して、今後の実験がもたらす標準模型と矛盾する観測結果を説明できるものである。

素粒子と仮想のグラビトンの標準模型

### 説明できない現象
標準模型は本質的に不完全な理論である。標準模型では十分に説明されていない基本的な物理現象がある。
- 重力。標準模型は重力を説明していない。まだグラビトンは発見されていないが、標準模型に単にグラビトンを追加し、他の変更を加えないというアプローチでは、実験的に観察されたことを再現することはできない。さらに、標準理論はこれまでで最も成功している重力理論である一般相対性理論と両立しないと広く考えられている[3]。
- 暗黒物質。宇宙論的観測により標準模型が宇宙に存在するエネルギーの約5%しか説明していないことが分かる。約26%は暗黒物質と考えられており[要出典]、これは他の物質と同じように振舞うが、標準模型の場での相互作用は（あったとしたら）弱い相互作用しかない。そうであっても標準模型から良い暗黒物質の候補である基本粒子が与えられることはない。
- ダークエネルギー。宇宙エネルギーの残りの69%はいわゆるダークエネルギーつまり真空に対して一定のエネルギー密度でなくてはならない。標準模型の真空エネルギーに関してダークエネルギーを説明しようとするとその大きさで120桁のミスマッチが生じる[4]。
- ニュートリノ質量。標準模型によるとニュートリノは質量のない粒子である。しかし、ニュートリノ振動実験によりニュートリノが質量を持っていることが示された。ニュートリノの質量項は標準模型に追加することができるが、新たな理論的問題が発生する。例えば、質量項は非常に小さい必要があり、ニュートリノ質量が他の基本粒子の質量が標準模型で生じるのと同じように生じるかどうかは明らかではない。
- 物質-反物質非対称性。宇宙は大部分が物質でできている。しかし、標準模型は宇宙の初期条件が反物質と比較して不均衡な物質を含んでいない場合、物質と反物質は（ほぼ）等量で生成されるべきであると予測している。ただし、この非対称性を説明することのできる機構は標準模型にはない[要出典]。

#### 説明できない実験結果
素粒子物理学における発見の閾値と広く考えられている5シグマレベルで標準模型と明確に矛盾するとの実験結果は認められていない。しかし、全ての実験がある程度の統計的・系統的不確実性を含み理論的予測自体も正確に計算されることはほとんどなく標準模型の基本定数の測定における不確実性の影響を受けるため（影響が小さいものもあれば、相当大きいものもある）、たとえ発見すべき新たな物理学が存在しないとしても、何百もの実験的検証結果のうちいくつかは標準模型からある程度逸することが予想される。
ある瞬間には標準模型の期待値とは大きく異なるいくつかの実験結果が存在するが、より多くのデータが収集されているにつれて、統計的ゆらぎもしくは実験的誤差であることが明らかになってくる。一方では、標準模型を超えた物理は実験的予測と理論的予測の間の統計的に有意な違いとして必ず最初に実験上出現するであろう。
いずれの場合でも物理学者たちは結果が単なる統計上ゆらぎや実験的誤差であるのかはたまた新たな物理学の兆候であるのかを判断しようとする。統計的により有意な結果は単なる統計的な誤りということはありえないが、実験誤差もしくは実験精度の不正確な推定から生じることはある。多くの場合、実験は標準模型と代替の理論を区別できるであろう実験結果に対して敏感であるように調整されている。
注目すべき例には次のようなものがある。
- 陽子半径問題 – 標準模型は普通の水素の原子半径の大きさ（陽子-電子系）とミューオニック水素の原子半径の大きさ（ミュー粒子が電子の重い変種として振舞う陽子-ミュー粒子系）に関して正確な理論的予測をする。しかし、測定されたミューオニック水素の原子半径は、既存の物理定数測定値を用いて標準模型により予測されたものとは標準偏差の7倍に相当する違いがある[5]。初期の実験における誤差推定値の正確さ（本当に小さな距離を測定する場合は、互いに4%以内におさまる）と矛盾を説明できる十分に動機づけられた理論の欠如に対する疑念があったため、物理学者たちは、結果が明らかに統計的有意性をもっており結果の実験的エラーの原因がはっきりと特定されていないにもかかわらず、これらの結果を標準模型と矛盾するものと説明するのをためらった[6]。
- ミュー粒子の異常磁気双極子モーメント – ミュー粒子の異常磁気双極子モーメントの実験的測定値（ミュー粒子 "g − 2"）は、標準模型の予測とは大きく異なる[7]。
- B中間子崩壊など – BaBar実験の結果はある種の粒子崩壊 (B → D(*) τ− ντ) が標準模型の予測よりも過剰に起きていることを示唆している可能性がある。この実験では電子と陽電子を衝突させて、B中間子と反物質B中間子が生じ、これが次にD中間子、タウレプトン、タウ反ニュートリノに崩壊する。過剰の確実性のレベル（統計的にいえば3.4シグマ）は標準模型からの逸脱を主張するのに十分ではないが、この結果は何かおかしいことの潜在的な兆候であり、ヒッグス粒子の特性を推測しようとするなど既存の理論に影響を与える可能性がある[8]。2015年、LHCbは分岐率の同じ比率で2.1シグマの過剰を観測したと報告した[9]。ベル実験も過剰を報告した[10]。2017年、SMから5シグマの偏差が報告された[11]。

### 観測されていない理論的予測
標準模型により予測された全ての基礎粒子の粒子衝突器における観測は確認されている。ヒッグス粒子は標準模型のヒッグス機構の説明により予測される。これは弱い SU(2)ゲージ対称性がどのように破られ、基本粒子がどのように質量を得るかを説明している。ヒッグス粒子は標準模型の予測により観測されるべきとされた最後の粒子であった。2012年7月4日、LHCを用いるCERNの科学者は、ヒッグス粒子と一致する質量約126 GeV/c2の粒子を発見したことを発表した。ヒッグス粒子は2013年3月14日に存在することが確認されたが、標準模型により予測される全ての特性を持っていることを確認する取り組みが進行中である。
標準模型により存在が予測されるハドロン（クォークからなる複合粒子）のうち、非常に高エネルギーで非常に低い頻度でしか生成できないいくつかはまだ明確に観測されておらず、「グルーボール」（グルーオンからなる複合粒子）もまだ明確に観測されていない。標準模型によって予測された非常に低い頻度でしか起きない粒子崩壊のいくつかも、統計的に有意な観測を行うのに十分なデータが得られていないため、まだ明確に観測されていない。

### 理論的問題
標準模型の一部の特徴はアドホックな方法で追加される。これらは本質的に問題ではない（つまり、理論はこれらのアドホックな特徴でうまく機能する）が、合意の欠如を暗示している。これらのアドホックな特徴はより少ないパラメータでより基本的な理論を探し出す動機となった。アドホックな特徴の一部は次の通り。
- 階層性問題 – 標準模型ではヒッグス場により生じる自発的対称性の破れとして知られる過程を介して粒子質量が導入される。標準模型内ではヒッグスの質量は、仮想粒子（ほとんどが仮想トップクォーク）の存在により非常に大きな量子補正を受ける。これらの補正はヒッグスの実際の質量よりもずっと大きい。このことは標準模型のヒッグスの裸の質量パラメータを量子補正をほぼ完全にキャンセルするように微調整する必要があることを意味する[14]。このレベルの微調整は多くの理論家により不自然であるとみなされている[誰?]。
- パラメータの数 – 標準模型は19の数値パラメータに依存している。これらの値は実験から分かっているが、その起源は不明である。理論家の中には[誰?]異なるパラメータ間の関係、例えば異なる世代の粒子の質量間の関係や、漸近安全シナリオなどの粒子質量の計算を見つけようとした者もいる[要出典]。
- 量子的自明性 – 基本スカラーヒッグス粒子を含む無矛盾な場の量子論を作ることは不可能かもしれないとされている。これはランダウ・ポール問題と呼ばれることもある[15]。
- 強いCP問題 – 理論的には標準模型は強い相互作用のセクターでCP対称性を破る項（物質と反物質の関係）を含めるべきと主張できる。しかし、実験的にはこのような破れは発見されておらず、この項の係数が0に非常に近いことを暗示している[16]。この微調整も不自然とみなされている[誰によって?]。

## 大統一理論
標準模型には3つのゲージ対称性、色 SU(3)、弱アイソスピン SU(2)、弱超電荷 U(1)対称性があり、3つの基本的な力に対応している。繰り込みにより、これらの対称性の各々の結合定数は、測定されるエネルギーによって異なる。約1016 GeV でこれらの結合はほぼ等しくなる。このことにより、このエネルギーを超えると標準模型の3つのゲージ対称性が単純ゲージ群と1つの結合定数のみで1つのゲージ対称性に統一されるという推測に至った。このエネルギーより下では対称性は標準模型の対称性に自発的に破れる。統一した群では、5次元の特別なユニタリ群SU(5)と10次元の特別な直交群SO(10)が選ばれるのが一般的である。
このように標準模型の対称性を統一する理論は大統一理論(GUT)と呼ばれ、統一された対称性が破られるエネルギースケールはGUTスケールと呼ばれる。一般的に大統一理論により初期宇宙における磁気単極子と陽子の不安定性が予測される。このどちらも観測されていないことから、考えうるGUTに制限が課される。

## 超対称性
超対称性は、フェルミ粒子をボース粒子と入れ替えるという新たな対称性をラグランジアンに加えることで標準模型を拡張させる。このような対称性により、スフェルミオン、スクォーク、ニュートラリーノ、チャージーノなど超対称性粒子の存在が予測される。標準模型の各粒子にはスピンが通常の粒子と1/2異なる超パートナーがあると予測される。超対称性の破れにより、これらの粒子は通常の粒子よりずっと重いため、既存の粒子衝突型加速器のエネルギーは超対称性粒子を生成するのに十分ではない可能性がある。

## ニュートリノ
標準模型において、ニュートリノの質量はきっかり0である。これは左巻きニュートリノのみを含む標準模型の結果である。適切な右巻きのパートナーがない場合、標準模型に繰り込み可能な質量項を追加することはできない。しかし、測定によりニュートリノはニュートリノ振動により自発的にフレーバーを変化させることが示されており、これはニュートリノに質量があることを意味する。ニュートリノ振動の測定からは異なるフレーバー間の質量差のみがわかる。ニュートリノ質量の絶対値に対する最も良い制約は、三重水素崩壊の正確な測定から得られた2eVという上限であり、これはニュートリノが標準模型の他の粒子よりも少なくとも5桁軽いということを示している。したがって標準模型の拡張により、ニュートリノが質量を得る方法を説明するだけでなく、質量が非常に小さい理由も説明する必要がある
。
ニュートリノに質量を加える1つのアプローチである所謂シーソー機構は、右巻きニュートリノを追加し、ディラック質量項を持つ左巻きニュートリノを対にするものである。右巻きのニュートリノはステライルニュートリノ、つまり重力以外の標準模型の基本相互作用のいずれにも関与しないニュートリノでなければならない。電荷を持たないことから右巻きニュートリノは自身の反粒子として振る舞い、マヨラナ質量項を持つことができる。標準模型における他のディラック質量と同様、ニュートリノのディラック質量はヒッグス機構を介して生成されることが期待されるため、予測できない。標準模型のフェルミ粒子が持つ質量は各々大きく異なっている。ニュートリノのディラック質量には少なくともこれと同程度の不確実性がある。その一方、右巻きニュートリノのマヨラナ質量はヒッグス機構から生じるものではないため、標準模型を超える新たな物理学のエネルギースケールに結び付けられることが期待される。したがって、右巻きニュートリノを含むあらゆる過程は低エネルギーでは抑えられるだろう。これらの抑えられた過程による補正は、左巻きニュートリノは右巻きマヨラナ質量に反比例する質量を与え、この機構はシーソー機構として知られている。重い右巻きニュートリノの存在により左巻きニュートリノの小さい質量と観測における右巻きニュートリノの不在の両方を説明することができる。しかし、ニュートリノのディラック質量の不確実性により右巻きニュートリノの質量がどのような値をとるのか予測することはできない。例えば、これらはkeV程度の軽さの暗黒物質である可能性もあれば、LHCのエネルギー範囲に質量を持つことにより観測可能なレプトン数の破れにつながる可能性もあり、もしくは右巻きニュートリノはGUTスケールに近いエネルギーを持ち、大統一理論の可能性に結び付けることができる可能性もある。
質量項は異なる世代のニュートリノを混合させる。この混合は、クォークにおけるCKM行列と類似するニュートリノにおけるPMNS行列によりパラメータ化される。ほとんどのクォーク混合角が非常に小さいのに比べ、ニュートリノの混合角は非常に大きいと考えられている。このことから混合パターンを説明できような様々な世代間の対称性についての様々な推論がなされた。実験的には調べられていないものの、混合行列にはCP不変性を破るいくつかの複雑なフェーズが含まれている可能性がある。このようなフェーズによって初期宇宙で反レプトンよりも多くのレプトンが生成されたことを説明することができる。このような過程はレプトン生成(leptogenesis)として知られる。これは後の段階で反バリオンより多くのバリオンに変換されるため、この非対称性によって宇宙における物質と反物質の非対称性を説明することができる。
初期宇宙における大規模構造の形成を考慮すると、質量の軽いニュートリノでは暗黒物質の観測結果を説明することができない。構造形成のシミュレーションによると、ニュートリノは暗黒物質の候補としては熱すぎ（運動エネルギーが質量に比べ大きい）であり、我々の宇宙の銀河に似た構造を形成するためには冷たい暗黒物質が必要であることが示されている。シミュレーションにおいて、ニュートリノでは解明されていない暗黒物質のうちせいぜい数パーセントしか説明できないことが示されている。しかし、重いステライル右巻きニュートリノは、WIMP(Weakly interacting massive particles)と呼ばれる暗黒物質の候補となりうる。

## プレオン模型
クォークとレプトンには3つの世代があるという事実に関する未解決問題に対処するために、プレオン模型がいくつか提案されている。プレオン模型は通常、いくつか追加の新たな粒子を仮定する。これらの粒子はさらに結合して標準模型のクォークとレプトンを形成すると仮定されている。初期のプレオン模型の1つはRishon模型である。
今日までに広く受け入れられているもしくは完全に検証されたプレオン模型はない。

## 万物の理論
理論物理学は万物の理論、つまり全ての既知の物理現象を完全に説明し結びつけ、実行可能なあらゆる実験の結果を原理的に予測することができる理論を目指している。実際的にはこの点に関する当面の目標は量子重力理論において標準模型と一般相対性理論を統一する理論を作り出すことである。どちらか一方の理論の概念的欠陥を克服したり、粒子の質量を正確に予測できるような付加的な特徴が望まれる。このような理論をまとめる際の課題は概念的なものだけではなく、新奇な領域を探るためには非常に高いエネルギーが必要であるという実験的側面における課題もある。
この方向の注目すべき試みとして、超対称性、ループ量子重力理論、ひも理論(M理論)、E8理論、数学的宇宙仮説、量子情報からの創発、因果力学的単体分割などがある。

### ループ量子重力理論
ループ量子重力理論などの量子重力理論は、場の量子論と一般相対性理論の数学的統一の有望な候補と考えられており、既存の理論に対して大幅な変更はそれほど必要ではないしかし、近年の研究では光速における量子重力の推定される効果に厳しい制限を設けており、現在の量子重力モデルのいくつかに対して否定的である。

### ひも理論
これらや他の問題を正すために、標準模型の拡張、修正、置換、再編成が存在する。ひも理論はこのような再発明の1つであり、多くの理論物理学者がこのような理論が真の万物の理論に向かう次の理論的段階と考えている。
ひも理論の多くの亜種の中でも1995年のString Conferenceでエドワード・ウィッテンによって最初に数学的存在が提案されたM理論は、多くの人、特にブライアン・グリーンとスティーヴン・ホーキングにより適切な万物の理論であると考えられている。完全な数学的記述はまだ未知であるが、特殊なケースでは理論への解決策が存在する。近年の研究では代わりのひも模型も提案されており、リサ・ランドールによる研究のように、M理論が持つ様々な検証困難な特徴（例えば、カラビ・ヤウ多様体の存在、多くの余剰次元など）を持っていないものもある。

## 関連文献
- Lisa Randall (2005). Warped Passages: Unraveling the Mysteries of the Universe's Hidden Dimensions. HarperCollins. ISBN 978-0-06-053108-9